# Przewodniczący Senatu Haiti
Przewodniczący Senatu Haiti – tytuł senatora będącego przedstawicielem Senatu Haiti. Pierwszym senatorem był César Télémaque, wybrany 31 grudnia 1806 roku.

## Kadencja i sposób wyboru
Kadencja przewodniczącego trwa jeden rok (z możliwością przedłużenia). Mandat może wygasnąć w przypadku:
- rezygnacja z mandatu;
- śmierć senatora;
- rozwiązanie senatu.

Przewodniczący wybierani są przez głosowanie wszystkich senatorów na pierwszej sesji zwyczajnej po częściowym odnowieniu składu Senatu lub na rozpoczęciu roku legislacyjnego. Odbywa się to po zaprzysiężeniu senatorów i po złożeniu przez nich ślubowania. Kandydatem na przewodniczącego może zostać każdy senator. Głosowanie odbywa się w sposób tajny, a przewodniczący wybierany jest poprzez większość bezwzględną w pierwszej turze lub przez większość względną w drugiej turze, a w przypadku remisu w drugiej turze wybierany jest najstarszy z nich. Wyniki ogłasza najstarszy członek Senatu.

## Obowiązki

### Organizacja prac parlamentarnych
Przewodniczy Konferencji Przewodniczących (fr. Conférence des Présidents), która w porozumieniu z rządem ustala program i harmonogram prac rządu, zwołuje posiedzenia w ramach Konferencji Przewodniczących, a także przygotowuje na nią porządek obrad.

### Prowadzenie debat
Przewodniczący egzekwuje przepisy konstytucyjne i wykonawcze, odpowiada za dyscyplinę w Senacie (może karać za pomocą środków dyscyplinarnych). Ustala listę mówców, udziela i odbiera głos. Przewodniczący zarządza także przystąpienie do głosowania, ustala tryb, sprawdza przebieg głosowań i odwołuje głosowania w przypadku nieprawidłowości.
Ponadto przewodniczący podpisuje (wspólnie z kwestorem) roczny budżet, a także powołuje i odwołuje członków personelu administracyjnego. Przewodniczący odpowiada także za bezpieczeństwo i jako taki może wezwać policję w przypadku zamieszek w budynku Senatu.

## Wiceprzewodniczący
Wiceprzewodniczący przejmuje obowiązki przewodniczącego w przypadku wakatu, a także wchodzi w skład prezydium senatu, wraz z przewodniczącym, dwoma sekretarzami i kwestorem ((fr.) questeur).

## Obecne prezydium
- Przewodniczący[4]: Pierre François Sildor
- Wiceprzewodniczący[5]: Jean-Marie Salomon
- I Sekretarz[4]: Wanique Pierre
- II Sekretarz[5]: Willot Joseph
- Kwestor[4]: Jean Marie Ralph Féthière